# Gigi Edgley
Gigi Edgley es una actriz australiana, más conocida por haber interpretado a Chiana en la serie Farscape, a Liz Kempson en las películas de BlackJack y a Lara Knight en Rescue Special Ops.

## Biografía
Gigi es hija de Michael Edgley (un promotor de conciertos y circos) y Jennifer "Jeni" Gedge (una ex-Miss Australia), tiene seis hermanos entre ellos Mark, Sasha, Capi, Jake Edgley (un cantautor) y una media hermana Summer Rae Edna June Edgley. En el 2007 su padre se casó con Justine Summers (una exbailarina de ballet).
En 1998 obtuvo un grado en artes escénicas en la Universidad de Tecnología de Queensland. Sabe bailar ballet, jazz y danza, también practica canto y sabe artes marciales.
En el 2004 Gigi salió con Marco Yellin, miembro de la banda de rock "Mojada", pero la relación terminó en el 2006.
En el 2009 comenzó a salir con el campeón del mundo en monociclo e intérprete Jamey Mossengren. La pareja finalmente se casó el 17 de agosto de 2012 en Hawái.

## Carrera
Gigi ha participado en numerosas obras teatrales como 4.48 Psychosis, Kill Everything You Love, Road, Romeo and Juliet, Kakos, Les Miserables, The Rover, Boy's Life, The Land of the Real Girls, Blue People, Picnic At Hanging Rock, entre otros... 
Tiene su propio libro de historietas llamado Blue Shift, el cual trata acerca de una joven que acaba perdida en un profundo territorio inexplorado.
De 1999 al 2003 interpretó a Chiana "Pip" en la serie de ciencia ficción Farscape. Chiana es una pícara, inteligente y voluble Nebari, dispuesta a estafar o robar para conseguir aventuras, sin embargo arriesga su vida por la gente que ama. Su personaje originalmente sólo aparecería en un episodio, pero debido al éxito, se quedó como personaje recurrente. Por su actuación fue nominada a los premios Saturn en la categoría de "Mejor Actriz de Reparto".
En el 2004 apareció como invitada en la serie policíaca Stingers donde interpretó a la detective Katherine Marks.
En el 2009 dirigió al película Nobody Knows, el cual sigue a una creatura que parece encontrarse perdido en un viaje lleno de aventuras hacia lo desconocido.
Ese mismo año se unió al elenco principal de la serie Rescue Special Ops, donde interpretó a la oficial de la unidad de rescate Lara Knight, hasta el final de la serie el 5 de septiembre de 2011.
En el 2012 se unió al elenco principal de la nueva serie Tricky Business donde interpretó a Kate Christie hasta el final de la serie ese mismo año, luego de que fuera cancelada al finalizar la primera temporada por las bajas audiencias.

## Filmografía

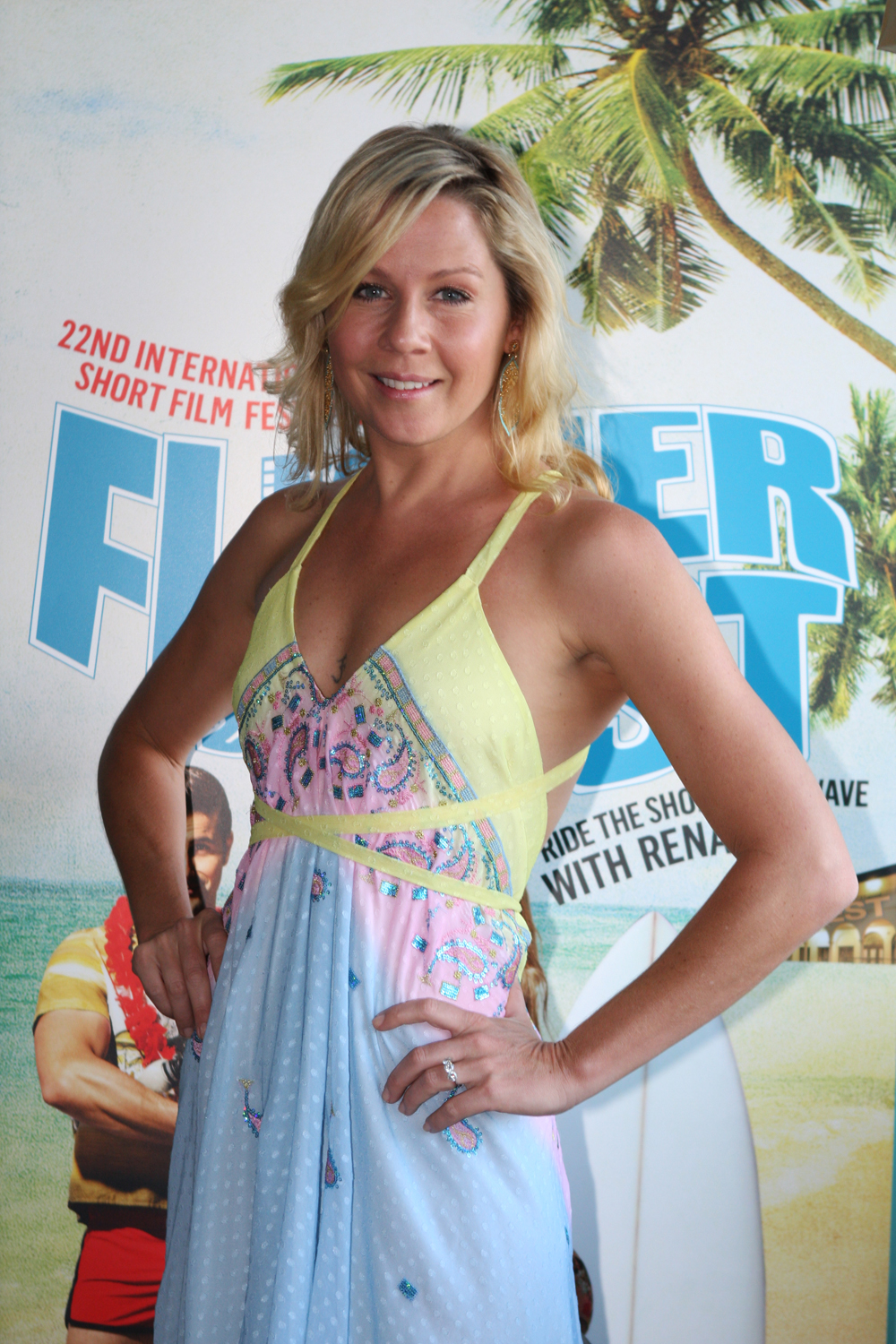
Gigi durante el "Flickerfest" en el 2012.

## Filmografía[9]

### Series de televisión
| Año         | Título                | Personaje            | Notas                    |
| ----------- | --------------------- | -------------------- | ------------------------ |
| 2012        | Tricky Business       | Kate Christie        | 13 episodios             |
| 2009 - 2011 | Rescue Special Ops    | Lara Knight          | 48 episodios             |
| 2007        | The Starter Wife      | Chloe                | 5 episodios              |
| 2004        | Stingers              | Det. Katherine Marks | 9 episodios              |
| 2003        | The Secret Life of Us | Georgie              | 9 episodios              |
| 1999 - 2003 | Farscape              | Chiana               | 74 episodios             |
| 1999 - 2002 | BeastMaster           | Maleena/Talia        | 2 episodios              |
| 2001        | The Lost World        | Pakim                | episodio "The Guardians" |
| 1999        | Water Rats            | Penny Lane           | episodio "Red Light"     |

### Películas
| Año  | Título                           | Personaje         | Notas                                                                     |
| ---- | -------------------------------- | ----------------- | ------------------------------------------------------------------------- |
| 2015 | Hashtag                          | X                 | corto - junto a Erryn Arkin y Simone Alex                                 |
| 2015 | Della Mortika                    | Zarah Della Morte | corto - junto a Dena Kaplan, Xavier Samuel, Laura Brent y Noni Hazlehurst |
| 2015 | Whiskey Sour                     | Emma              | corto - junto a John Livesay y Leon Dawes                                 |
| 2014 | Carlotta                         | Jane              | junto a Jessica Marais, Socratis Otto, Alex Dimitriades y Ryan Johnson    |
| 2013 | L.O.V.E. Insurance for the Heart | Meredith          | corto - junto a Katherine Hicks, Samson Thompson y Steve Rodgers          |
| 2013 | Nobody Knows                     | -                 | corto                                                                     |
| 2013 | One Step Ahead                   | Lisa              | corto - junto a Ryan O'Kane, Jack Kelly y Jake Edgley                     |
| 2010 | Quantum Apocalypse               | Trish             | junto a Rhett Giles y Stephanie Jacobsen                                  |
| 2008 | Systolic                         | Liza              | -                                                                         |
| 2008 | Newcastle                        | Sandra            | junto a Anthony Hayes, Barry Otto y Rebecca Breeds                        |
| 2007 | Shadown at Area 51               | Monica Gray       | junto a Jason London y Christa Campbell                                   |
| 2007 | BlackJack: Ghosts                | Liz Kempson       | junto a Colin Friels, Simon Lyndon, Rhys Muldoon y Marta Dusseldorp       |
| 2006 | BlackJack: At the Gates          | Liz Kempson       | junto a junto a Colin Friels, Marta Dusseldorp y Bojana Novakovic         |
| 2006 | Last Train to Freo               | Lisa              | junto a Steve Le Marquand                                                 |
| 2005 | BlackJack: Ace Point Game        | Liz Kempson       | junto a junto a Colin Friels y Marta Dusseldorp                           |
| 2005 | BlackJack: In the Money          | Liz Kempson       | junto a Colin Friels y Marta Dusseldorp                                   |
| 2004 | Farscape: The Peacekeeper Wars   | Chiana            | junto a Ben Browder, Claudia Black y Anthony Simcoe                       |
| 2003 | BlackJack                        | Liz Kempson       | junto a junto a Colin Friels y Sari Sheehan                               |
| 2001 | The Day of the Roses             | Erica Watson      | junto a Rebecca Gibney, Peter O'Brien, Stephen Curry y Helen Dallimore    |
| 2000 | The Monkey's Mask                | Tianna            | junto a Bojana Novakovic y Chris Haywood                                  |

### Voz
| Año  | Título                                          | Personaje         | Notas                                      |
| ---- | ----------------------------------------------- | ----------------- | ------------------------------------------ |
| 2011 | The Della Morte Sisters & The Carousel of Shame | Zarah Della Morte | película - prestó su voz para el personaje |

### Videojuegos
| Año  | Título             | Personaje | Notas                           |
| ---- | ------------------ | --------- | ------------------------------- |
| 2008 | Lost: Via Domus    | -         | voz adicional                   |
| 2002 | Farscape: The Game | Chiana    | prestó su voz para el personaje |

### Apariciones
| Año  | Grupo        | Canción                    | Notas                |
| ---- | ------------ | -------------------------- | -------------------- |
| 2007 | HooDoo Gurus | When You Get To California | apareció en el video |

### Radio
| Año | Título         | Notas                |
| --- | -------------- | -------------------- |
| -   | Titanic Dreams | junto a Clancy Brown |

### Directora y productora
| Año  | Título       | Notas                  |
| ---- | ------------ | ---------------------- |
| 2009 | Nobody Knows | productora y directora |

### Teatro
| Año  | Obra                       | Personaje      | Director (a)  | Teatro                | Notas                                                                         |
| ---- | -------------------------- | -------------- | ------------- | --------------------- | ----------------------------------------------------------------------------- |
| 2004 | Ray's Tempest              | -              | Peter Evans   | Belvoir St. Theatre   | junto a Alan Dukes, Wayne Blair, Anni Finsterer y Damon Gameau                |
| 2004 | One Flea Spare             | -              | Tanya Denny   | Belvoir St. Theatre   | junto a Jonathan Hardy, Gertraud Ingeborg, Anthony Lawrence y Anthony Simcoeo |
| 2004 | 4.48 Psychosis             | Sarah Kane     | Samantha Lang | -                     | -                                                                             |
| 1998 | Kakos                      | -              | -             | -                     | -                                                                             |
| 1998 | Kill Everything You Love   | Emma           | -             | -                     | -                                                                             |
| 1998 | The Rover                  | Hellena        | -             | -                     | -                                                                             |
| 1998 | Boys Life                  | Maggie/Carla   | -             | -                     | -                                                                             |
| 1998 | The Land of the Real Girls | -              | Samantha Land | -                     | -                                                                             |
| 1998 | Romeo and Juliet           | Benvolio       | -             | -                     | -                                                                             |
| 1998 | The Caged Birds            | -              | -             | -                     | -                                                                             |
| 1996 | Blue People                | -              | -             | Promenade Theatre     | -                                                                             |
| 1996 | Princess and the Pea       | -              | -             | Brisbane Arts Theatre | -                                                                             |
| 1996 | Road                       | Carol          | -             | -                     | -                                                                             |
| 1994 | Picnic Act                 | Sara Waybourne | -             | Twelfth Nigh Theatre  | -                                                                             |
| 1994 | Hanging Rock               | -              | -             | -                     | -                                                                             |
| 1994 | Les Miserables             | -              | -             | Gold Coast Theatre    | -                                                                             |

## Premios y nominaciones
| Año  | Categoría                                      | Premio           | Película/Serie     | Resultado |
| ---- | ---------------------------------------------- | ---------------- | ------------------ | --------- |
| 2006 | Best Actress in a Lead Role                    | FCCA Award       | Last Train to Freo | Nominada  |
| 2003 | Best Supporting Actress (Television)           | SyFy Genre Award | Farscape           | Nominada  |
| 2002 | Best Supporting Actress in a Television Series | Saturn Award     | Farscape           | Nominada  |